# C9orf72
C9orf72（9号染色体72号开放阅读框）在人体中是由C9orf72基因编码的蛋白。人C9orf72基因位于9号染色体的短臂，从第27,546,546碱基对到第27,573,866碱基对(GRCh38)。细胞遗传学定位是9p21.2。
目前已在大脑的很多区域发现C9orf72蛋白，包括神经元的细胞质和突触前端。C9orf72基因中的突变是人类发现的第一个也是最常见的额颞叶痴呆(FTD)和肌萎缩性脊髓侧索硬化症(ALS)遗传性致病机制。